# 宝崗大道駅
宝崗大道駅（ほうこうだいどう-えき）は、中華人民共和国広東省広州市海珠区に位置する広州地下鉄8号線の駅である。

## 利用可能な鉄道路線
広州地下鉄
■8号線

## 歴史
- 2010年11月3日 - 8号線開業。

## 隣の駅
広州地下鉄
■8号線
沙園駅 - 宝崗大道駅 - 昌崗駅